# Volleybalvereniging Sudosa-Desto (femminile)
Il Volleybalvereniging Sudosa-Desto è una società pallavolistica femminile olandese, con sede ad Assen: milita nel campionato olandese di Eredivisie.

## Rosa 2024-2025
| N° | Nome                  | Ruolo | Data di nascita | Nazionalità sportiva |
| -- | --------------------- | ----- | --------------- | -------------------- |
| 1  | Maureen van der Woude | C     | 20 maggio 2000  | Paesi Bassi          |
| 2  | Manon Torenbeek       | S     | 14 maggio 2002  | Paesi Bassi          |
| 3  | Mare van Vliet        | C     | 22 aprile 2005  | Paesi Bassi          |
| 4  | Iris Reinders         | S     | 27 ottobre 1994 | Paesi Bassi          |
| 5  | Eline Mosselaar       | C     | 4 febbraio 2003 | Paesi Bassi          |
| 6  | Kirsten Wessels       | O     | 4 agosto 1998   | Paesi Bassi          |
| 8  | Romee Veenstra        | S     | 11 aprile 2004  | Paesi Bassi          |
| 9  | Fleur van der Zee     | P     | 2002            | Paesi Bassi          |
| 10 | Danique Aardema       | P     | 13 maggio 1998  | Paesi Bassi          |
| 11 | Paula Boonstra        | O     | 23 giugno 1998  | Paesi Bassi          |
| 12 | Danique Hamming       | L     | 21 giugno 2002  | Paesi Bassi          |
| 14 | Carmen Veenstra       | L     | 2005            | Paesi Bassi          |